# Michael Schneeberger
Michael Schneeberger (geboren 6. April 1949 in Kitzingen; gestorben 13. Oktober 2014 in Würzburg) war ein deutscher Heimatforscher. Schneeberger veröffentlichte eine Vielzahl von Texten zur Geschichte des bayerischen Judentums und galt als Kenner des fränkischen Landjudentums.

## Leben
Michael Schneeberger wurde am 6. April 1949 in der unterfränkischen Stadt Kitzingen geboren. Er wuchs zusammen mit sechs Geschwistern in einer protestantischen Familie auf. Schneeberger nahm früh mit der Jüdischen Gemeinde Würzburg Kontakt auf und bemühte sich Informationen zur ehemals großen jüdischen Gemeinde von Kitzingen zusammenzutragen. Er verließ Anfang der 1970er Jahre das Gymnasium ohne Abitur. Schneeberger ging 1982 nach Israel und studierte die jüdische Religion. 1985 beschloss er endgültig dorthin auszuwandern. Allerdings wurde er vor seiner Ausreise schwer krank. Um dennoch mit Israel verbunden zu bleiben, vollzog Schneeberger im Jahr 1986 in München die Konversion zum Judentum.
In der Folgezeit begann Schneeberger seine Recherchen zu den jüdischen Familien aus Kitzingen zu intensivieren und es gelang ihm, großangelegte genealogische Studien durchzuführen. Mit seiner Arbeit verdiente er kein Geld, weshalb er auf Unterstützung durch Freunde und Familie angewiesen blieb. In den 1990er Jahren begann außerdem eine enge Zusammenarbeit mit der Jüdischen Gemeinde Würzburg und deren Rabbiner Yacov Ebert. Schneeberger war eines der Gründungsmitglieder des „Fördervereins ehemalige Synagoge Kitzingen“ und führte in der Folge auch immer wieder Besuchergruppen durch die profanierte Synagoge. Daneben begann Schneeberger mit einer ausgedehnten Vortragstätigkeit. 1994 erschien als sein Erstlingswerk ein Gedenkbuch zu den Mitgliedern der untergegangenen Gemeinde Kitzingen.
Schließlich stieg Michael Schneeberger zum Leiter des Hoenlein-Genealogie-Projektes der Ronald S. Lauder Foundation in der jüdischen Gemeinde Würzburg auf. Die Stelle sicherte ihm seinen Lebensunterhalt. Zusammen mit dem Würzburger Fotografen Christian Reuther publizierte Schneeberger zwischen 2002 und 2014 insgesamt 36 Artikel, in denen er die Geschichte einzelner Gemeinden des bayerischen Judentums nachvollzog. Sie erschienen im Magazin „Jüdisches Leben in Bayern“. Michael Schneeberger starb am 13. Oktober 2014 in Würzburg. Sein Nachlass wird vom Johanna-Stahl-Zentrum für jüdische Geschichte in Unterfranken aufbewahrt. Das Johanna-Stahl-Zentrum organisierte zusammen mit dem Kitzinger Förderverein im Jahr 2019 eine umfassende Ausstellung zum Leben Schneebergers.

## Werke (Auswahl)
- mit Johannes Bacher, Christian Reuther: Nichts mehr zu sagen und nichts zu beweinen. Ein jüdischer Friedhof in Deutschland. Lehrstücke und Lesarten zum Jüdischen Friedhof Rödelsee, seiner Geschichte und seinen Menschen (= Schriftenreihe Andenken Bd. 3). Hentrich, Berlin 1994, ISBN 3-89468-150-0.
- mit Christian Reuther: Memorbook Kitzingen. Yiskor. in the memory of Kitzingen’s Jews murdered in the Shoah (= Ma'ayan Bd. 5). Kitzingen 2011, ISBN 978-3-9814028-1-0.
- mit Gisela Naomi Blume: Der jüdische Friedhof Obernzenn 1613–2013 (= Freie Schriftenfolge der Gesellschaft für Familienforschung in Franken Bd. 24). Nürnberg 2013, ISBN 978-3-929865-62-2.